# Monastère de Lachen
Pour les articles homonymes, voir Lachen.
Le monastère de Lachen est un monastère de l'école nyingmapa du bouddhisme tibétain situé à Lachen dans le district nord du Sikkim en Inde.
Le précédent Lachen Gomchen Rinpoché, supérieur du monastère, était un ermite qui fut le maître spirituel d'Alexandra David-Néel en 1915.  
Il fut aussi un des grands maîtres rencontrés par Marco Pallis en 1936.